# Agnieszka Rupniewska

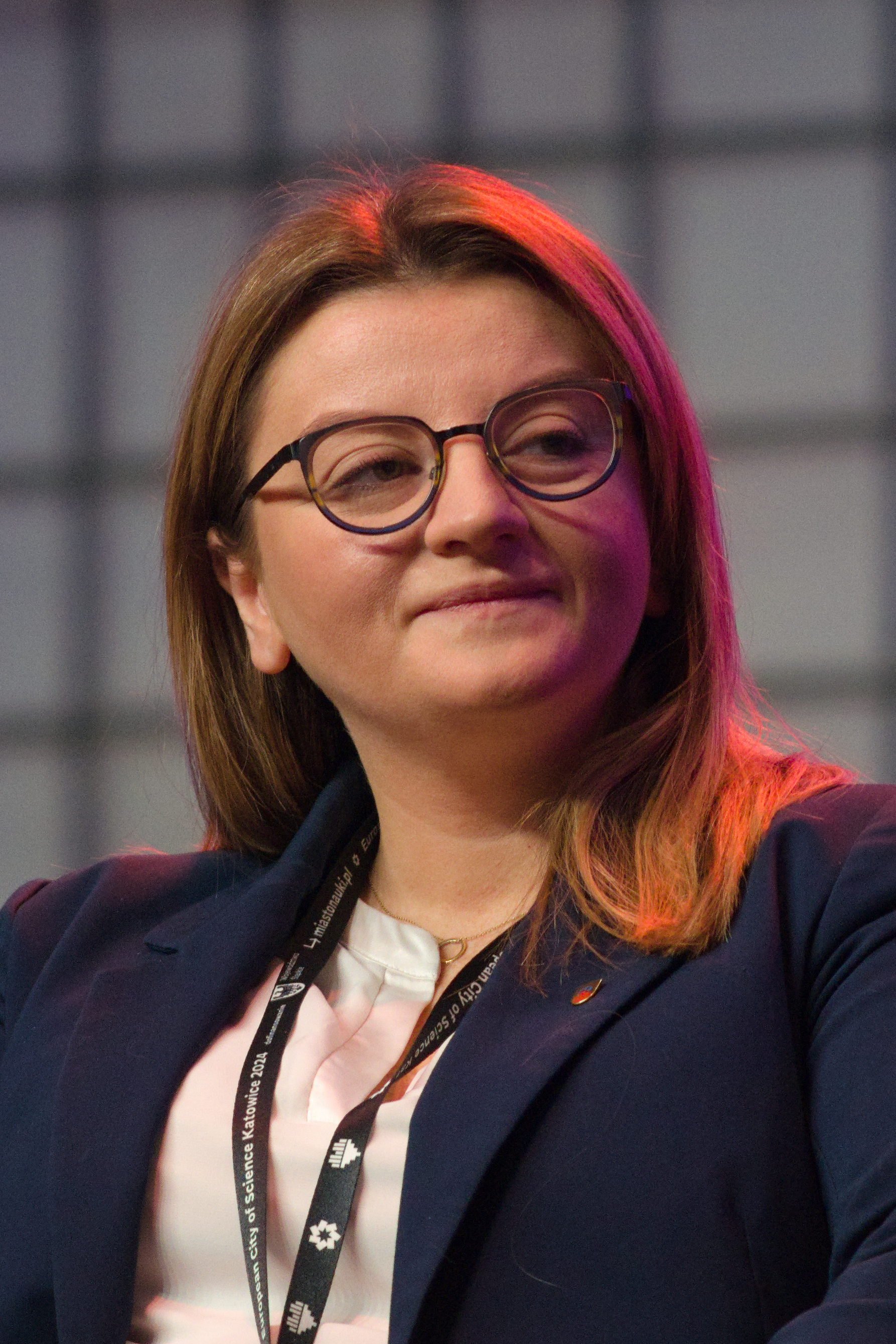
Agnieszka Rupniewska, 2024

Agnieszka Małgorzata Rupniewska (* 17. März 1986 in Gliwice) ist eine polnische Politikerin und seit 2024 Stadtpräsidentin von Zabrze.

## Leben und Beruf
Nach dem Schulabschluss in Gliwice studierte Rupniewska am Institut für Recht und Verwaltung der Schlesischen Universität Katowice. Sie absolvierte auch Postgraduiertenstudien wie den MBA. Ursprünglich arbeitete sie im Gemeindeamt von Zabrze, wo sie den Stadtrat unterstützte. Später wurde sie Chefjuristin in einem Unternehmen und Vorstandsvorsitzende in der Industrie.

## Politik
Rupniewska war zunächst Vorsitzende des örtlichen Verbandes der Federacja Młodych Socjaldemokratów, der Jugendorganisation der linken Sojusz Lewicy Demokratycznej (SLD). Bei den Selbstverwaltungswahlen 2010 kandidierte sie ebenso erfolglos auf der SLD-Liste für einen Sitz im Woiwodschaftssejmik der Woiwodschaft Schlesien, wie bei den Selbstverwaltungswahlen 2014 für einen Sitz im Stadtrat von Zabrze und bei der Parlamentswahl 2015 für einen Sitz im Sejm. Später wurde sie Präsidentin des Vereins „Nowa Zabrze“.
Bei den Selbstverwaltungswahlen 2018 kandidierte sie – inzwischen parteilos – für das Wahlbündnis Koalicja Obywatelska für das Amt der Stadtpräsidentin. Sie unterlag zwar in der zweiten Runde mit 48,4 % der Stimmen Amtsinhaberin Małgorzata Mańka-Szulik, wurde aber in den Stadtrat gewählt. Dort gehörte sie dem Haushalts- und Investitionsausschuss, dem Ausschuss für kommunale Wirtschaft und Stadtentwicklung und dem Ausschuss für Sport, Tourismus und Freizeit an. Bei den Selbstverwaltungswahlen 2024 kandidierte sie erneut für die Koalicja Obywatelska als Stadtpräsidentin. Agnieszka Rupniewska wurde bei der Wahl außer von den Parteien der Koalicja Obywatelska auch von der SLD, ihrer früheren Partei, und den Parteien des Bündnisses Trzecia Droga unterstützt. Auch der Fußballspieler Lukas Podolski, der zum Zeitpunkt der Wahl beim polnischen Erstligisten Górnik Zabrze spielte, hatte ihre Kandidatur unterstützt. Bei der Wahl konnte sie sich diesmal im zweiten Wahlgang mit 57,9 % der Stimmen gegen Mańka-Szulik durchsetzen. Daraufhin wurde sie am 7. Mai 2024 in ihr neues Amt eingeführt und vereidigt.